# Как важно быть серьёзным

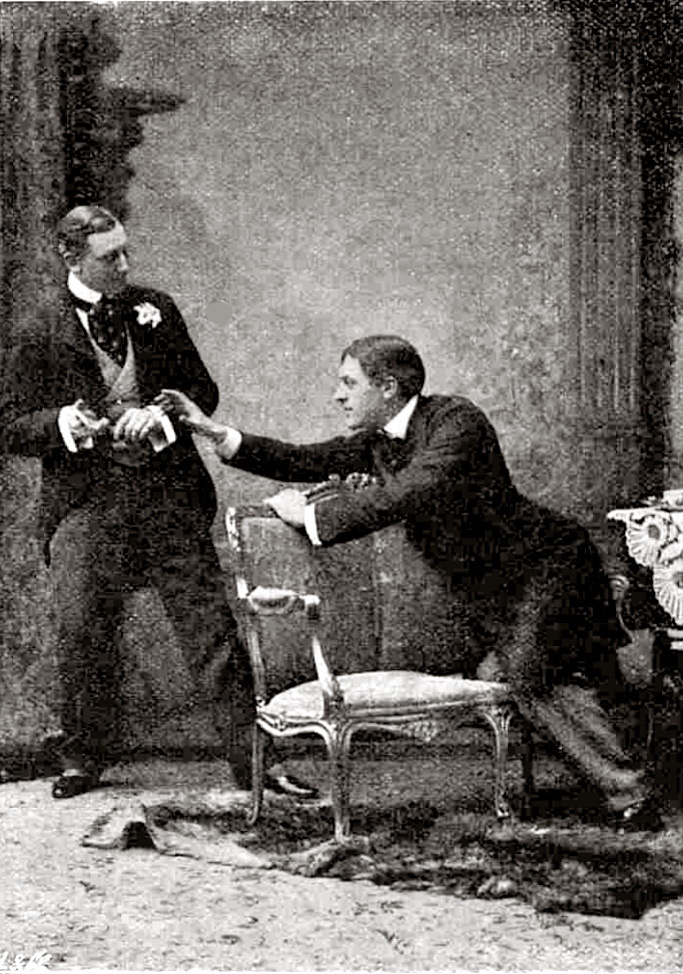
Сцена из пьесы

«Как ва́жно быть серьёзным» (англ. The Importance of Being Earnest) — комедийная пьеса Оскара Уайльда. 
Название комедии представляет собой каламбур — слово earnest, означающее по-английски «серьёзный», созвучно имени Эрнест, которым представляются два героя пьесы. При этом сколько-нибудь серьёзными людьми они не являются.

## Сюжет
Произведение относится к группе «великосветских комедий», написанных Уайльдом в первой половине 1890-х «в угоду обывательским вкусам». Действие и характеры в них отходили на второй план перед развитием диалога.
Основное событие пьесы — сватовство двух эгоистов Джека Уортинга и Алджернона Монкрифа к двум девушкам. Сюжет наполнен фарсовыми и мелодраматическими элементами — например, оба героя, чтобы понравиться своим избранницам, выдают себя за некоего Эрнеста, но оказываются разоблачены. В финале выясняется, что Джек и Алджернон — родные братья, более того, одного из них на самом деле зовут Эрнест.
На английской сцене роль леди Брекнелл традиционно играет мужчина, среди знаменитых исполнителей - Дэвид Суше и Джеффри Раш.

## История
Язык произведения насыщен авторскими неологизмами (Bunburism — по имени придуманного Алджерноном мистера Бенбери, womanthrope — женоненавистник).
Пьеса была задумана в 1894 году и поставлена 14 февраля 1895 года в Сент-Джеймсском театре (Лондон). Спектакль едва не завершился скандалом — маркиз Куинсберри, подозревавший Уайльда в совращении своего сына Альфреда, хотел сорвать постановку, но драматург вовремя предупредил полицию. Пьеса была тепло принята зрителями и критикой. Бернард Шоу назвал её «чрезвычайно забавной», Герберт Уэллс — «свежей», Уистен Оден — «словесной оперой». 
На первый взгляд, Уайльд не затрагивает в этой пьесе никаких серьёзных вопросов, однако на самом деле важное место в ней занимают темы пошлости и ханжества. Не чуждается он и политических предметов. Корней Чуковский особо отмечал значение образа Сесили (воспитанницы Джека), которая занимается «поэтическим преобразованием скудного бытия».
Посещение спектакля в 1946 году королём Георгом VI знаменовало прекращение «опалы», долгое время тяготевшей над произведениями Уайльда после его ареста.

## Переводы

### На русский язык
На русский язык пьеса переводилась четырежды. Первым переводчиком был Михаил Ликиардопуло (1909 год). Наиболее популярен советский перевод И. А. Кашкина (1960). Два других перевода - Валерия Чухно (1999) и Михаила Стронина (2019), по мнению исследователей русских переводов, отличаются низким качеством и полны отсебятины.

## Адаптации
Комедия легла в основу пьесы Тома Стоппарда «Травести» (1974).

### Фильмы
Комедия неоднократно экранизировалась:
- Фильм 1938 года
- Фильм 1946 года
- Фильм 1949 года
- «Как важно быть серьёзным» (1952), британский фильм Энтони Асквита. В гл. роли Майкл Редгрейв. Приз Венецианского МКФ (1952)
- Телефильм 1957 года
- «Как важно быть серьёзным» (1976), советский фильм—спектакль. В гл. ролях Игорь Старыгин и Александр Кайдановский.
- Фильм 1992 года - полностью черный актерский ансамбль
- Телефильм 1992 года
- «Как важно быть серьёзным» (2002), британский фильм О. Паркера (Джек — Колин Фёрт, Алджернон — Руперт Эверетт).
- Телефильм 2011 года
- Фильм 2015 года, в роли леди Брекнелл - Дэвид Суше
- Фильм 2018 года
- Телеспектакль 2019 года
- Фильм 2021 года
- Телефильм 2021 года

### Мюзиклы
По мотивам комедии «Как важно быть серьёзным» композитор Владимир Баскин и либреттист Евгений Муравьёв написали мюзикл «Искусство жениться». Поставлен в Дзержинском театре драмы (2016), Свердловском театре музыкальной комедии (2017), Санкт-Петербургском театре Эстрады им. А.Райкина (2017),  Хабаровском музыкальном театре (2019), Омском музыкальном театре (2019),  Музыкальном театре Республики Крым (2019), Железногорском театре оперетты (2021), Саратовском театре оперетты (2022).